# Tierra de lobos (álbum)
Tierra de lobos es el sexto disco en estudio de la banda de heavy metal española Saratoga, publicado el 28 de noviembre de 2005. El disco representa un endurecimiento en el sonido de Saratoga, pese a que contiene algún mediotiempo como Ave fénix, y alguna balada como Siento que no estás.
Fue compuesto en su mayoría por el bajista Niko del Hierro y el guitarrista Jero Ramiro, considerado como el disco más pesado de la banda, además que es el último de la formación clásica de la misma.

## Canciones
| N.º | Título                   | Escritor(es)    | Duración |  |
| 1.  | «Barcos de Cristal»      | Leo Jiménez     | 5:46     |  |
| 2.  | «Necrophagus»            | Jero Ramiro     | 4:09     |  |
| 3.  | «Contigo, sin ti»        | Ramiro          | 4:08     |  |
| 4.  | «Ave Fénix»              | Jiménez         | 6:23     |  |
| 5.  | «Quinto Infierno»        | Ramiro          | 5:10     |  |
| 6.  | «Fe»                     | Niko Del Hierro | 4:53     |  |
| 7.  | «Fuerza de Choque»       | Ramiro          | 4:45     |  |
| 8.  | «Prisión en vida»        | Del Hierro      | 5:00     |  |
| 9.  | «El jardín de la niebla» | Ramiro          | 4:30     |  |
| 10. | «Siento que no estás»    | Jiménez         | 6:05     |  |
| 11. | «Tierra de Lobos»        | Ramiro          | 4:25     |  |
| 12. | «Pura Sangre»            | Del Hierro      | 4:50     |  |

## Formación
- Jero Ramiro - Guitarra
- Niko del Hierro - Bajo
- Leo Jiménez - Voz
- Dani Pérez - Batería

- Datos: Q6146703